# Takizawa Shuhei
Takizawa Shuhei (瀧澤 修平 Takizawa Shūhei, sinh ngày 19 tháng 7 năm 1993) là một cầu thủ bóng đá người Nhật Bản. Anh thi đấu cho FC Ryukyu.

## Sự nghiệp
Takizawa Shuhei gia nhập câu lạc bộ J3 League FC Ryukyu năm 2016.